# Isachne kunthiana
Isachne kunthiana är en gräsart som först beskrevs av Robert Wight, George Arnott Walker Arnott och Ernst Gottlieb von Steudel, och fick sitt nu gällande namn av Friedrich Anton Wilhelm Miquel. Isachne kunthiana ingår i släktet Isachne och familjen gräs. Inga underarter finns listade i Catalogue of Life.